# Ronald Ojeda
Ronald Leandro Ojeda Moreno (Maracay, 2 de septiembre de 1991-21 a 24 de febrero de 2024) fue un militar venezolano, opositor al gobierno de Nicolás Maduro y refugiado político en Chile.
Ojeda fue secuestrado en Santiago de Chile el 21 de febrero de 2024, y diez días después se halló su cuerpo. El Ministerio Público de Chile activó el protocolo de Minnesota tras detectarse signos de tortura en el peritaje tanatológico. Por este crimen, hay un detenido y dos imputados que habrían escapado hacia Caracas tras los hechos; según el Ministerio Público de Chile, el móvil sería político y habría sido encargado desde Venezuela.

## Carrera
Nació el 2 de septiembre de 1991 en una familia de pocos recursos, conformada de siete hermanos. En el año 2008 ingresa a la Academia Militar de Venezuela. En 2012 se gradúa como teniente de infantería del Ejército. Luego, se traslada para hacer el curso de comando a una unidad de fuerzas especiales del Ejército, destacado en la ciudad de San Cristóbal, donde conoce a quien se convertiría en su esposa, Jetsy, con quien se casa en diciembre de 2016. En sus redes sociales, Ojeda narró parte de las labores de inteligencia que realizó en contra del régimen, cansado de lo que califica como corrupción:
Yo de manera independiente me encontraba realizando un trabajo de inteligencia, el cual involucraba a oficiales generales y a oficiales coroneles para ese momento, entre ellos el encargado de las operaciones de los grupos subversivos.

## Detención en Venezuela
Junto a su compañero de armas, José Rodríguez, fueron detenidos varias veces y señalados como miembros de la conspiración "Espada de Dios", acusados de rebelión militar, instigación a la rebelión y traición a la patria. Tanto Ojeda como Rodríguez aseguran haber sido torturados en los sótanos de la Dirección General de Contrainteligencia Militar. En la Cárcel de Ramo Verde, Ronald Ojeda conoció a otro militar detenido, el exteniente de aviación Eduardo Figueroa Marchena,  con quien forjó una gran amistad.
Ojeda fue detenido en abril de 2017 y acusado de los cargos de rebelión, instigación a la rebelión, motín y traición a la patria, junto con otros tres militares, luego de que el Movimiento por la Libertad y la Democracia, al que pertenecían, suscribiera un documento en el que desconocían a Nicolás Maduro como comandante en jefe de la Fuerza Armada Nacional Bolivariana. Ojeda declaró que fue sometido a tortura durante su detención.
El 30 de noviembre de 2017, Ojeda y otros ocho oficiales encarcelados fueron trasladados desde un tribunal militar de regreso a la cárcel de Ramo Verde. Rebelándose contra sus custodios, lograron quitarles las armas y tomaron el vehículo. La policía local del municipio de Los Salias se percató del incidente y comenzó un tiroteo. Cuatro fueron recapturados y cinco lograron escapar. Durante la fuga, su compañero Rafael Arreaza fue abatido durante un enfrentamiento con la policía. Los otros reclusos eran Ronald Ojeda, Luis Berbesi Torres, José González Bolaños, Moreno Briceño Camacho, Josué Hidalgo Azuaje, Francisco Rodríguez Ojeda y Eliezer Vázquez Guillem Velázquez, el Teniente Luis Mogollón fue lanzado del vehículo en el que eran transportados por los custodios y sufrió severas lesiones.

## Exilio
Los prófugos planearon viajar al sur, llegando los cinco a Lima, Perú, entre ellos el Teniente Moreno Briceño Camacho, teniente Ronald Ojeda, teniente Josué Hidalgo Azuaje, Eduardo Figueroa Marchena y José Ángel Rodríguez Araña, donde pidieron refugio al Ministerio de Relaciones Exteriores de Perú. En agosto de 2018 Ronald Ojeda junto a su esposa, decidieron ir a Chile, estableciéndose en la comuna de Quillota, en la Región de Valparaíso, en casa de unos familiares que ya estaban allí.
En 2018, el gobierno de Nicolás Maduro publicó un decreto en el que degradó y expulsó a 24 oficiales militares sin un juicio previo, incluyendo a Ojeda. En noviembre de 2022, Ojeda obtuvo notoriedad tras realizar una manifestación con una bolsa en la cabeza frente al Palacio de La Moneda en Santiago de Chile, exigiendo la liberación de presos políticos y condenando el diálogo entre el chavismo y la oposición.
En noviembre de 2023, Chile le concedió asilo político. En 2024, el gobierno venezolano volvió a describirlo como un «traidor a la patria», acusándolo de estar involucrado en una presunta conspiración. Posteriormente se reveló que Ojeda realizó un viaje hacia Colombia en diciembre de 2023. Tras el arresto de Anyelo Heredia en la frontera con Venezuela, Ojeda estaba realizando trámites para refugiarse en España.

## Secuestro y asesinato en Chile
Ojeda fue secuestrado el 21 de febrero de 2024 a las 03:15 de la madrugada en la comuna de Independencia, Santiago de Chile, desde su residencia en el piso decimocuarto del edificio donde vivía, a las 3:15 a. m. (UTC-3), irrumpieron en el inmueble tres sujetos que vestían como funcionarios de la Policía de Investigaciones de Chile (PDI), hecho que fue captado por la cámara de la conserjería. Un cuarto sujeto esperaba en el vehículo. El mismo día, el Ministerio del Interior de Chile confirmó su secuestro, y las autoridades chilenas ordenaron reforzar los controles fronterizos y solicitaron a Interpol que emitiera una orden de alerta. Al día siguiente, el 22 de febrero, el gobierno chileno anunció que había interpuesto una querella con respecto al caso y que mantenía contacto con la administración venezolana.
La investigación en Chile consideraba varias teorías inicialmente, incluyendo la intervención internacional, un secuestro extorsivo (aunque no hubo comunicación por parte de los captores), un secuestro relacionado con una banda o un autosecuestro. A diferencia de otros secuestros, los captores no solicitaron un rescate durante el rapto de Ojeda, por lo que fue catalogado como un secuestro de alta complejidad. El excomisario venezolano Iván Simonovis declaró que el secuestro pudo ser planificado por la Dirección General de Contrainteligencia Militar de Venezuela (DGCIM).
El 28 de febrero el único detenido es un menor de edad de 17 años venezolano que habría participado en maniobras de vigilancia, según el periódico chileno La Segunda, la PDI identificó a dos venezolanos como sospechosos que lograron escapar de Chile, son quienes conducían los vehículos en los que fue trasladado Ojeda. Fueron identificados como los venezolanos Walter de Jesús Rodríguez Pérez, quien habría dejado su RUC en una estación de servicio, relacionado con Tareck El Aissami cuando trabajaba en el despacho del gobernador en 2015 según su ficha personal del seguro social IVSS, investigado por un anterior secuestro; y Maikel Villegas Rodríguez, hijo de Marianela Rodríguez y pareja de Jénifer Contreras Rodríguez, ambas residentes en Chile. Ambos sujetos se encontrarían en Venezuela; Chile pedirá su extradición.
El cuerpo de Ojeda fue hallado descuartizado dentro de una maleta y sepultada bajo una losa de concreto el 1 de marzo durante un allanamiento en la comuna de Maipú, en Santiago de Chile, diez días después del secuestro, gracias a una llamada anónima al Ministerio Público. De acuerdo con la autopsia preliminar, la causa de muerte fue asfixia mecánica, que tuvo lugar entre siete y diez días antes de que el cuerpo fuera encontrado en una zanja de 1,4 metros de profundidad, coincidente con la fecha en la que se produjo el secuestro.

### Móvil del secuestro y homicidio
El caso está siendo manejado por el fiscal Esteban Silva, quien considera que el crimen podría estar vinculado a operaciones del Tren de Aragua, una organización criminal venezolana con presencia conocida en Chile. Esta organización ha sido implicada previamente en crímenes violentos y actividades como la trata de personas, la extorsión y el tráfico de drogas. Aunque en otros secuestros realizados por esta banda se ha solicitado rescate, en el caso de Ojeda, la ausencia de demandas económicas y la inmediatez del asesinato plantean la posibilidad de que el motivo pueda ser más personal o político, dada la historia de Ojeda como disidente del gobierno venezolano.
En una entrevista con Chilevisión, el fiscal Barros sugirió que el crimen fue ordenado desde Venezuela y ejecutado con la colaboración del Tren de Aragua y una organización extranjera. Esta declaración coincide con el modus operandi de enterrar el cuerpo bajo cemento, práctica similar observada en el norte de Chile. El fiscal identificó a dos miembros del Tren de Aragua, Walter del Jesús Rodríguez Pérez y Maickel Villegas Rodríguez, como sospechosos directos, quienes habrían huido a Venezuela.
En abril de 2024 el caso fue descrito como operaciones criminales y políticas transnacionales, con implicaciones significativas para las relaciones diplomáticas entre Chile y Venezuela. Las tensiones se intensificaron con declaraciones del gobierno venezolano, que calificó al Tren de Aragua como una «ficción mediática», y la respuesta de las autoridades chilenas, exigieron la colaboración para la extradición de los sospechosos. La Interpol emitió una alerta roja para su detención.
En enero de 2025 el fiscal chileno Héctor Barros continuando con las investigaciones aclaró que el Niño Guerrero habría sido encargado de la misión de matar a Ronald Ojeda al ordenar a los sujetos conocidos como Carlos Gómez, alias «Bobby de Cagua», y a Rafael Enrique Gámez, alias «El Turco», quien fue el encargado de organizar, coordinar y vigilar el secuestro de Ojeda en todas sus fases. El fiscal nacional de Chile, Ángel Valencia, confirmó que tres de los testigos apuntan al Gobierno de Maduro por el encargo del crimen de Ojeda. Uno de los detenidos denunció a Diosdado Cabello como el que ordenó y pagó a la banda criminal por el crimen del militar a través del niño Guerrero.
La viuda de Ojeda, Josmarghy Castillo, ha desempeñado un papel importante en dirigir la atención hacia el posible móvil político del asesinato, basado en el historial de su marido como disidente del gobierno de Maduro y su participación previa en actividades contra el régimen.

### Reacciones
El 28 de febrero de 2024, el político venezolano Diosdado Cabello negó el papel de Venezuela en el secuestro, declarando: «arreglen su problema allá en Chile». El 28 de mayo, una comisión de la fiscalía venezolana llegó a Chile conformada por el director de Asuntos Internacionales del Ministerio Público venezolano, Álvaro Cabrera, y el director general contra Delitos Comunes, Ángel Fuenmayor. Hasta el momento, hay un solo imputado por el secuestro y homicidio de Ojeda: un joven de 17 años, también venezolano, que permanece en un centro juvenil. La fiscalía de Chile evitó entrevistarse, y el subsecretario del Interior, Manuel Monsalve, señaló que la entrevista con el único procesado presentaría «problemas de seguridad», siendo decisión del procesado querer o no recibirlos. El procurador en el pasado solicitó ayuda con los prófugos que se encuentran en Venezuela para su captura, lo cual hasta el momento no ha ocurrido, según sostuvo el canciller chileno Alberto van Klaveren. La investigación se mantiene bajo el carácter de reservada y no se pueden entregar antecedentes, cuestión que también se aplicaría a la PDI. En junio el canciller chileno Alberto van Klaveren comentó que «Saab es la persona menos indicada para dar lecciones sobre como investigar el crimen». Saab solicitará registro migratorio de Ronald Ojeda y de los presuntos asesinos señalados por las autoridades chilenas. El fiscal Saab aclaró que enviara reporte migratorio, datos biográficos y biométricos de Walter Rodríguez y Maickel Villegas señalados por Chile como los principales sospechosos. Agregó que irá una representación de la fiscalía
La primera semana de julio la familia del teniente (r) del Ejército Bolivariano de Venezuela, Ronald Ojeda, se fue de Chile a la República Argentina, aduciendo inseguridad y alto riesgo tras el secuestro y asesinato del teniente.

### Proceso judicial
El 3 de julio de 2024 la Corte Suprema de Chile acogió un recurso de amparo que interpuso la defensa del menor venezolano A.C. de 17 años, el único detenido, dejádole a la fiscalía un plazo de la investigación del caso de 60 días, es decir si no avanza y se entrega más pruebas quedaría en libertad el único detenido. aclaró el penalista Juan Carlos Manríquez, quien representa a Josmarghy Castillo, viuda del exteniente.

### Detenidos
Chile, Colombia, Costa Rica y Estados Unidos
La ministra Carolina Tohá ha declarado en enero de 2025 a casi un año del asesinato que el primer detenido en Chile ocurrió a los pocos días del suceso, el 28 de febrero de 2024 se detuvo a un venezolano de 17 años cuya identidad no ha sido identificado públicamente por tratarse de un menor, que actuó como vigilante, que ya fue condenado. Toha precisó que actualmente hay 10 personas detenidas por el crimen de los 16 involucrados. Tres de ellas están fuera de Chile, agregó: “La Fiscalía las busca, tanto en el territorio nacional como en otros países donde las tienen localizadas”. “Hemos detenido a personas vinculadas a este delito en Costa Rica, en Colombia y en Estados Unidos, vamos a seguir en esa ruta hasta encontrarlos.”
El 24 de abril de 2024 fue detenido en el municipio de Popayán, Colombia, el venezolano Dayonis Junior Orozco Castillo, de 29 años alias "el botija" sospechoso del asesinado del teniente de Carabineros Emmanuel Sánchez, de 27 años y de haber participado en el secuestro de Ronald Ojeda.
El 2 de julio de 2024  fue capturado Larry Álvarez Núñez, alias «Larry Changa», cofundador y líder del Tren de Aragua, en una mansión ubicada en el municipio de Circasia, en el departamento de Quindío, Colombia. Fue recluido en la cárcel de Tocorón, en Venezuela, en 2007, pero escapó en 2015 de Tocoron con ayuda del grupo y se desconoció su paradero hasta su entrada a Chile en 2018, luego en 2022 llegó a Colombia huyendo de Chile donde dejó una fuerte estructura delincuencial. Larry Changa nació en mayo de 1977 en Maracay, en el estado Aragua, tras el asesinato de un comerciante de repuestos en Aragua en 2006 fue sentenciado a 17 años de cárcel por homicidio calificado. Actualmente está detenido en la
Cárcel La Picota para ser deportado a Chile.
El 12 de julio en Costa Rica fue detenido el venezolano Maikel Villegas, uno de los presuntos autores del crimen y secuestro del exteniente venezolano, Ronald Ojeda. Esperan deportarlo a Chile donde está solicitado. Villegas fue detenido mientras cruzaba la frontera entre Costa Rica y Panamá en un autobús con dirección a Nicaragua. El 20 de noviembre Villegas llegó a Chile extraditado de Costa Rica.
Se informó que el 7 de diciembre de 2024 fue detenido en el municipio de Los Patios, en el área metropolitana de Cúcuta, Colombia Carlos Francisco Gómez Moreno, más conocido como «Bobby de Cagua», originario de la ciudad de Cagua, ubicada en el estado de Aragua, actual líder del Tren de Aragua. Quien se quedaba habitualmente en el balneario de Santa Marta, fronterizo con Venezuela, será trasladado a Bogotá, a fin de iniciar los trámites de extradición a Chile. Se logró gracias a la coordinación entre la Fiscalía de Colombia y de Chile.

### Sospechas
En enero de 2025, el fiscal chileno Héctor Barros explicó que las investigaciones sobre la muerte del teniente Ronald Ojeda y del carabinero Emmanuel Sánchez llevaron a identificar a la banda de los "Piratas de Aragua", una facción del Tren de Aragua que opera principalmente en Chile. Esta célula estaba integrada por 23 individuos que operaban con una dinámica y jerarquía interna específica. De estos, 16 participaron en el asesinato de Ojeda.
El fiscal también informó que los líderes de esta banda eran encabezados por Rafael Enrique Gámez Salas, un venezolano de 39 años, apodado "El Turko", un caraqueño de 39 años que fue detenido el 30 de diciembre en Houston, Texas. Otro miembro, Carlos Francisco Gómez Moreno de 34 años, fue arrestado en Colombia, y se ha iniciado su proceso de extradición. Maikel Villegas, un venezolano, ya fue extraditado desde Costa Rica.
Además, otros cuatro miembros de la banda fueron detenidos en Chile, Julio César Iglesias, un hombre de nacionalidad colombiana, de 43 años conocido como “Barranquilla”, que se encargó de enterrar el cuerpo de Ojeda. El fiscal presentó una fotografía que muestra a Iglesias con sacos de cemento en el lugar donde fue sepultado el exmilitar venezolano. Según Barros, Diosdado Cabello, un político venezolano, habría dado la instrucción de realizar el secuestro a través de Niño Guerrero, quien a su vez ordenó a Rafael Enrique Gámez alias "el turko" y se encargó de pagar a la banda criminal. El chileno Héctor Osvaldo Soto Maureira de 47 años detenido en un operativo antidrogas de la PDI junto a Iglesias, también participó de la inhumación ilegal del cuerpo de Ojeda. La información obtenida estuvo en un grupo de WhatsApp encontrado en el teléfono de otro sujeto venezolano de nombre Yolvi González.
El fiscal Barros ha señalado que el gobierno venezolano está detrás de la muerte del exteniente, hizo alusión en audiencia del testimonio del "Testigo reservado N° 7", que para concretar el hecho se realizó un pago en Perú.
La ministra del Interior de Chile, Carolina Tohá declaró que recurrirá a la Corte Penal Internacional si se confirma la responsabilidad del régimen venezolano.
A principios febrero de 2025 el fiscal Héctor Barros de Chile nombra a Diosdado Cabello como el que ordenó el secuestro del teniente Ronald Ojeda en Chile por intermedio del niño Guerrero.Pago en Perú y orden de Diosdado Cabello: antecedentes vinculan a régimen con caso Ronald Ojeda (RD) - Bio Bio Posteriormente fuentes policiales de inteligencia de Chile presumen que el coronel Alexander Granko Arteaga habría sido quien lideró el secuestro del exteniente Ronald Ojeda. El fiscal Héctor Barros, envió un requerimiento de Asistencia Internacional al Departamento de Justicia de Estados Unidos. Allí solicitó colaboración a las autoridades de ese país para requerir información de Granko en cuanto a sus movimientos en plataformas de redes sociales, entre las fechas 18 y 23 de febrero, existen “sospechas fundadas” de que es Granko quien sostiene el cuello de Ojeda. Granko Arteaga viajó hasta Perú, donde supuestamente se llevó a cabo el pago por el secuestro y posterior asesinato de Ojeda.
El 6 de febrero de 2025 fue confirmado la detención de Luis Alfredo Carrillo Ortiz alias "el gocho" miembro de “Los Piratas de Aragua”, en Boyacá, por la fiscalía colombiana, involucrado en el asesinato de Ronald Ojeda, Chile ha pedido su extradición. Carrillo Ortiz es indicado como uno de los responsables de cavar el hoyo en donde fue enterrado Ojeda tras su muerte.ASÍ CAYÓ "GOCHO", integrante del Tren de Aragua 
El 11 de febrero de 2025 fue detenido en Estados Unidos,  Edgar Benítez Rubio, alias “El fresa”, por su presunta implicación en el secuestro y asesinato de Ojeda, “Es un sujeto bastante relevante dentro de la organización criminal, por cuanto es uno de los sujetos que entrega el día 19 de febrero del año año 2024 a las 16:45 horas frente a su inmueble en calle Dorsal en Independencia el automóvil un Chevrolet Spark de color azul con el que secuestran a Ronald Ojea”, señaló el fiscal coordinador ECOH, Héctor Barros.

### Denuncia internacional
El 28 de marzo de 2025 el Fiscal general de Chile entregó a la Corte Penal Internacional (CPI) una carpeta con los detalles de la investigación del secuestro y homicidio de Ronald Ojeda solicitando órdenes de presentación a altos funcionarios del gobierno de Venezuela para descartar acusaciones.
En junio de 2025 el fiscal de Chile esta a la espera de la deportación desde Colombia de cuatro venezolanos relacionados al caso de Ojeda. Por otro lado el fiscal de Venezuela Tarek Willian Saab busca que estas personas sean deportadas a Venezuela e impedir que vayan a Chile para evitar sus declaraciones. Chile busca que se haga justicia sobre el asesinato de Ronald Ojeda.
- Dayonis Junior Orozco Castillo
- Larry Álvarez Núñez
- Carlos Francisco Gómez Moreno
- Luis Alfredo Carrillo Ortiz

## Legado
Ojeda ha dejado unos manuscritos que, en su momento, serán publicados por sus familiares. En estos manuscritos, describe una supuesta corrupción en el ejército venezolano entre generales y coroneles cuando estaba destacado en el llano occidental, según el periodista venezolano Hernán Lugo Galicia durante una entrevista sobre el contrabando de gasolina en la frontera. El 7 de febrero de 2022 fue detenido el General de División jefe de la ZODI Marco Tulio Álvarez Reyes alias "machetico", acusado de contrabando de combustible que aparece en los manuscritos de Ojeda.
La Organización  Venezolanos Perseguidos Políticos en el Exilio (Veppex), presidida por el teniente retirado de la Guardia Nacional José Antonio Colina, exiliado en Estados Unidos, creó la "Orden del Exilio Venezolano Ronald Ojeda" para reconocer a los exiliados venezolanos en su lucha por la libertad y la democracia de Venezuela.